# コルモラン (仮装巡洋艦・2代)
| 仮装巡洋艦コルモラン。           | |
| 艦歴                             | |
| 発注                             | フリードリヒ・クルップ社キール造船所 |
| 起工                             | 1938年9月15日に改装 |
| 進水                             | |
| 就役                             | 1941年9月にコルモランとして就役。 |
| 除籍                             | |
| その後                           | 1941年11月20日に戦没。 |
| 性能諸元（仮装巡洋艦時代のもの） | |
| 排水量                           | 常備：8,736トン 満載：-トン |
| 全長                             | 164.0m |
| 水線長                           | -m |
| 全幅                             | 20.2m |
| 吃水                             | 8.5m |
| 機関                             | 形式不明9気筒ディーゼル機関4基 +形式不明電気モーター2基2軸推進 |
| 最大出力                         | 16,000hp |
| 最大速力                         | 18.0ノット |
| 航続距離                         | 17ノット/50,000海里 10ノット/84,500海里 |
| 乗員                             | 士官：18名 水兵：375名 戦闘兵7名 |
| 兵装                             | クルップ 15cm（45口径）単装砲6基 7.5cm（35口径）単装高角砲1基 3.7cm（45口径）カノン砲2基 2cm（65口径）単装機関砲5基 53.3cm連装魚雷発射管2基 53.3cm水中魚雷発射管2基 機雷360個 艦載艇1隻 |
| 航空兵装                         | 水上機：アラド196水上機 2機 |

コルモラン（Hilfskreuzer Kormoran）は、第二次世界大戦中にドイツ海軍が就役させた仮装巡洋艦。
前身はハンブルクのハンブルク-アメリカ汽船がフリードリヒ・クルップ社キール造船所で建造した貨客船「シュタイエルマルク（Steiermark）」であった。これをドイツ海軍が徴用して仮装巡洋艦に改装した。仮装巡洋艦として就役後、「コルモラン」は11隻の商船を撃沈し、1隻の連合軍艦船を撃破した。最後はオーストラリア巡洋艦「シドニー」と相打ちになって沈んだ。

## 艦形

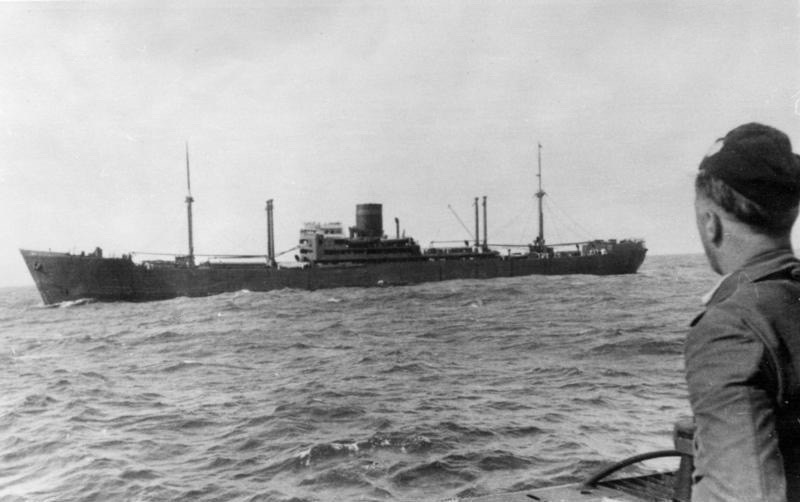
Uボートから撮影された「コルモラン」

前身の貨客船「シュタイエルマルク」は、三島型の典型的な商船型船型であった。仮装巡洋艦として行動する際には中立国の商船に偽装する必要があったため、武装類は外観からそれと判らないように隠蔽されており、原型の船形を活用して偽装を図っていた。
主砲の15cm単装砲は、船首楼と船尾楼の側面部を切り欠いて片舷2箇所ずつ計4箇所設けた隠顕砲座と、前部・中部甲板下の貨物倉に各1箇所ずつ計2箇所設けた隠顕砲座に配置した。舷側の4基は航海時には外板で隠されていたが、戦闘時には油圧シリンダーで外板が持ち上げられて砲座が現れる構造とした。他に船首楼に7.5cm高角砲1基、船体中央部に3.7cmカノン砲を片舷1基ずつ計2基を配置していた。後部の貨物倉にはアラド196水上機2機を搭載し、その発進・収容には固有のデリックが用いられた。

## 兵装
主砲にはクルップ 1908 15cm（45口径）単装砲を採用した。その性能は、重量45.3kgの砲弾を仰角30度で19,600mまで届かせることができた。砲身の俯仰能力は仰角30度・俯角10度で、300度旋回可能であったが実際は上部構造物により射界が制限された。装填形式は自由角度装填で、発射速度は人力装填のため毎分5～7発であった。これを6基搭載した。 
対空兵装として、1934年型 7.5cm（35口径）単装高角砲を採用した。その性能は、重量5.8kgの砲弾を仰角30度で19,600mまで届かせることができた。砲身の俯仰能力は仰角80度・俯角10度で、300度旋回可能であったが実際は上部構造物により射界が制限された。装填形式は自由角度装填で、発射速度は毎分15発であった。これを1基搭載した。
近接火器として、2cm（65口径）機関砲を単装砲架で5丁、3.7cm（45口径）カノン砲を単装砲架で2基装備した。
水雷兵装として53.3cm魚雷発射管を搭載し、連装水上発射管と単装水中魚雷発射管各2基を装備した。他に機雷360個を搭載可能であった。
乗員の移動用に小型のLS-3蒸気船1隻を搭載した。

## 艦歴

### 就役から第二次世界大戦

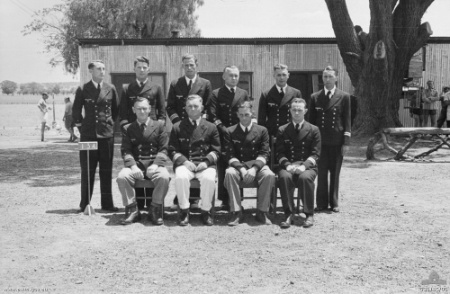
コルモランの元乗員と士官。

キール造船所で改装を受け、艦長デトマース少佐（作戦中に中佐に昇進）が1940年9月10日に着任し、10月に「コルモラン」として就役した。12月3日にゴーテンハーフェンから出撃し、ソ連の貨物船「ヴャチェスラフ・モロトフ（Vyacheslav Molotov）」に偽装して12月10日にバルト海を離れ、12日に荒天を利用してグリーンランド海峡を通過した。以後、「コルモラン」はインド洋からオーストラリア西方付近の海域で通商破壊任務に就き、11隻の敵商船を拿捕・撃沈した。
- 大西洋での戦果

| 船名               | 被害時 | トン数（BRT） | 国籍     |
| ------------------ | ------ | ------------- | -------- |
| （Antonis）        | 1941年 | 3,729トン     | ギリシャ |
| （British Union）  | 1941年 | 6,987トン     | イギリス |
| （Afric Star）     | 1941年 | 11,900トン    | イギリス |
| （Eurylochus）     | 1941年 | 5,273トン     | ギリシャ |
| （Agnita）         | 1941年 | 3,552トン     | イギリス |
| （Canadolite）     | 1941年 | 11,309トン    | カナダ   |
| （Craftsman）      | 1941年 | 8,022トン     | イギリス |
| （Nicolaos D. L.） | 1941年 | 5,486トン     | ギリシャ |

- 太平洋での戦果

| 船名                       | 被害時 | トン数（BRT） | 国籍           |
| -------------------------- | ------ | ------------- | -------------- |
| （Velebit）                | 1941年 | 4,153トン     | ユーゴスラビア |
| （Mareeba）                | 1941年 | 3,472トン     | オーストラリア |
| （Stamatios G. Embirikos） | 1941年 | 3,941トン     | ギリシャ       |

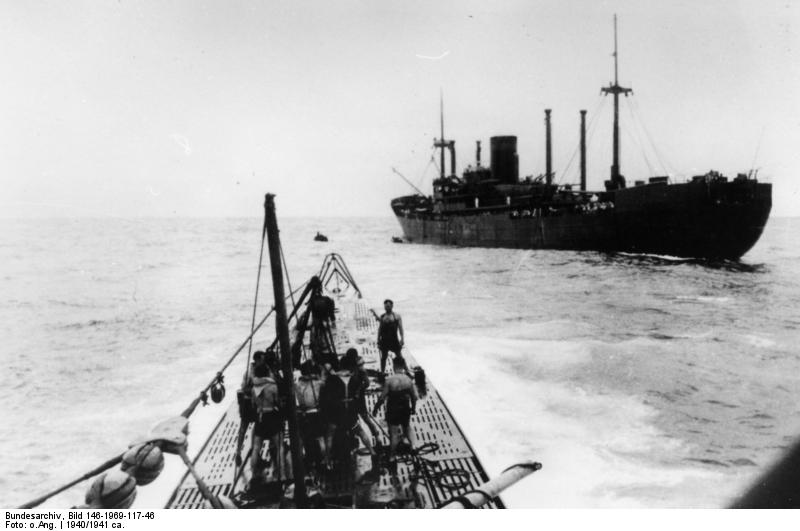
Uボートへ補給作業を行う「コルモラン」
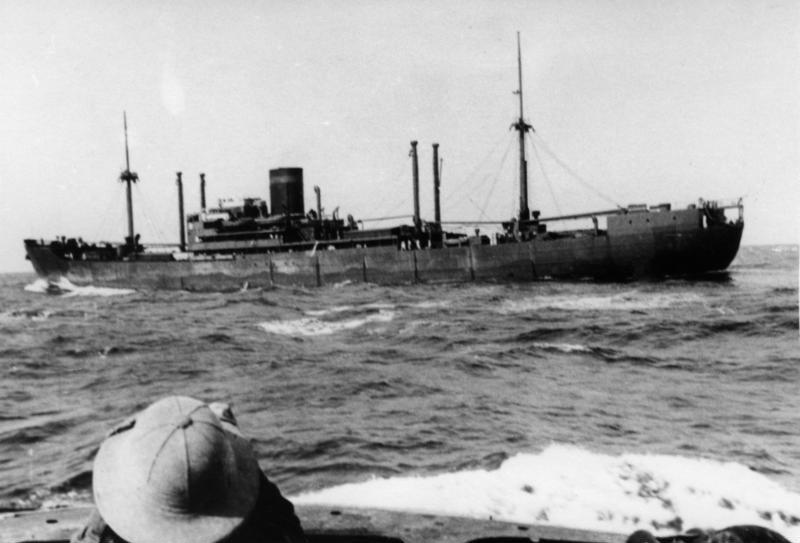

### 最後の戦闘

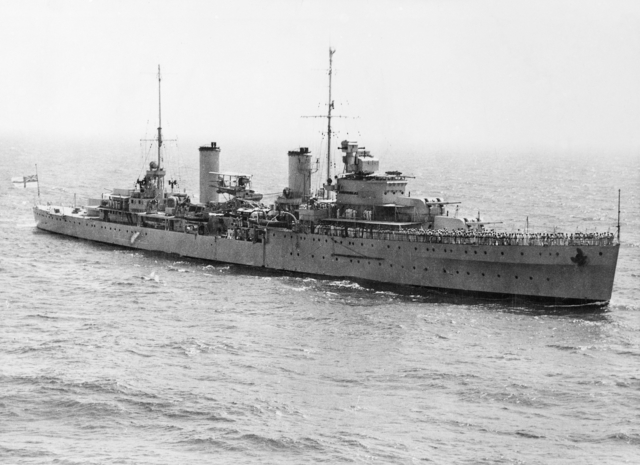
「コルモラン」と戦い撃沈された豪軽巡「シドニー」

オランダ商船「Straat Malakka」を装った「コルモラン」は、1941年11月29日、西オーストラリア・シャーク湾沖約170浬の海域でオーストラリア海軍のパース級軽巡洋艦「シドニー」と遭遇した。「シドニー」からは発光信号で船名を確認する旨の信号が送られたが、「コルモラン」は信号が判らないふりをして時間稼ぎをした。その後もオランダ商船を装いながら旗りゅう信号などで停船命令に従いつつ脱出の機会を窺い、距離が1,300mまで縮まった後、「コルモラン」はオランダ商船旗を降ろしドイツ軍艦旗を掲げて近距離砲戦に移行した。
至近距離での発砲となったことから、「コルモラン」の射弾は初弾から「シドニー」に命中し、艦橋や射撃指揮装置を破壊した。これにより「シドニー」は有効な対処ができなくなり、更に「コルモラン」が発射した魚雷が1番主砲塔直下に命中して前部主砲群が使用不能となった。「シドニー」は後部3・4番主砲で応戦を続けたが、その後も着弾が相次いで火災を起こし、次第に「コルモラン」から離れていった。
「コルモラン」も「シドニー」の射弾を各所に受け、機関部への被弾により燃料タンクから出火した。また、機関部を損傷したため、消火ポンプの動力が絶たれて消火活動ができなくなり、火災が全船に拡大して機雷への誘爆の危険が高まったことから、艦長は艦の放棄を決意した。幸い、艦載艇は無事だったので、生存乗員は脱出することができた。この海戦（en:Battle between HMAS Sydney and German auxiliary cruiser Kormoran）で「コルモラン」の乗員約82名（士官5名、水兵52名、中国人の洗濯屋1名）が死傷し、残りの317名（そのうち3名は中国人の洗濯屋）はオーストラリアの捕虜となった。「シドニー」もこの戦闘で沈没し、生存者はなかった。